# Mercedes Fernández-Martorell
Mercedes Fernandez Martorell (Barcelona, 25 de novembre de 1948) és una antropòloga catalana que ha escrit llibres i articles en llengua castellana, en què formula un projecte antropològic sobre com els humans autoproduïm el nostre significat i els processos i conflictes que es generen en les pràctiques socioculturals ideades per aquests. És professora titular del Departament d'Antropologia Social i Cultural de la Universitat de Barcelona.
Mercedes Fernandez Martorell, és llicenciada en Història Moderna i Doctora en Antropologia Social per la Universitat de Barcelona.
Des de l'any 1980 és professora titular d'antropologia a la Universitat de Barcelona. Imparteix cursos sobre Antropologia Urbana (treballa sobre el com de la construcció i recreació de les màquines socials en contexts urbans) i l'antropologia i el Feminisme (treballa sobre l'esdevenir i els processos d'elaboració de la individualitat). Dos temes dels que ha publicat diverses obres. Ha impartit conferències i cursos a Espanya i França.
Dirigeix l'Observatori sobre la Construcció i Recreació del Significat dels Humans OCRSH a la Universitat de Barcelona.

## Obra i corrent
A partir de les obres Muerte en dos tiempos (1980) i Estudio Antropológico: Una comunidad judía (1983) estableix i analitza com de forma interna els pobles construeixen i recreen la seva particular historicitat, inclusivament en entorns multiculturals. Va determinar que els conceptes "poder i cultura" eren inseparables.
Escriu Antropología de la convivencia (1997), i La semejanza del mundo (2008) des d'una aproximació crítica a l'antropologia estructuralista, comparativista i del parentiu.
Manifesta que no hi ha antropologia sense història, sense filosofia, sense ciència. L'antropologia pensa i treballa sobre el que estableixen com a realitat els pobles i individus per aconseguir sobreviure i perviure com a espècie. El paper de l'antropologia consisteix en l'estudi de quines "presons" (com les entén Gilles Deleuze) vam idear els humans per viure en societat i com aquestes són, a més, motor de l'esdevenir.
Forma part de la línia d'intel·lectuals propers al corrent crític i feminista que es va expressar a partir del Maig del 68. Planteja que l'antropologia, des dels seus inicis i en menor o major mesura, és sexista i androcèntrica. Amb Subdivisión sexuada del grupo humano (1986) va formular com la diferència de sexe s'utilitza com a instrument de desigualtat i respon a una construcció sociocultural, ja que la biologia és, en si, discurs cultural, i que l'origen del capitalisme va tenir lloc quan els homes, que en el règim feudal produïen el que necessitaven i donaven una part al seu senyor, van acceptar posar-se al servei dels patrons en condicions miserables a canvi de tenir un salari i una dona.

## Obres

### Llibres
- Estudio antropológico: Una Comunidad Judía (Barcelona, Mitre, 1984).
- Sobre el concepto de Cultura (Barcelona, Mitre, 1984).
- Leer la Ciudad (dir) (Barcelona, Icaria, 1988).
- Invención del género y vida en sociedad (Madrid, Vol. I UAM, 1988).
- Sexo y Edad: Instrumentos para la vida en común (Madrid, Vol I UAM, 1989).
- Creadores y vividores de ciudades. Ensayo de Antropología Urbana (Barcelona, Editorial EUB, 1996).
- Caminar con leyes para comer (Barcelona, Proa, 1996).
- Los otros vascos. Las migraciones vascas en el siglo XX. Prólogo (Madrid, Fundamentos, 1997)
- Antropología de la Convivencia (Madrid, Cátedra, col. Teorema, 1997)
- Crear seres humanos (México, UNAM, 2002)
- La Semejanza del mundo (Madrid, Cátedra, col. Teorema, 2008)
- Complejidad humana (México, Sb, 2008)
- Ideas que matan (Barcelona, Alfabia, 2012)[8]
- Capitalismo y cuerpo (2018)[9]

### Articles
- 60 Conceptos clave de la Antropología Cultural. Matriarcado; Medio; Tribu. (Barcelona, Daimon, 1982)
- Y Zeus engendró a Palas Atenea en: Ethnica, 19, 1983, Barcelona.
- Tiempo de Abel: la muerte judía en: Comentaris, 6, 1984, Barcelona.
- Muerte en dos tiempos: Católicos y judíos en: Antropologiaren III Batzarrea, Donostia, 1984.
- Subdivisión sexuada del grupo humano (Sevilla: ER, 1985)
- Sobre la identidad: la subdivisión (Barcelona, Fundación Caixa de Pensions, 1988)
- Créer des être humains (París, Gradhiva, 1997)
- La experiencia como invento (México D.F., Actas IV Seminario Internacional de Pedagogía, 2001)
- Construcción de la identidad humana (Bilbao, Actas Congreso de Multiculturalismo y extrangerías, 2005)
- El lado oscuro del vencedor (Barcelona, HAFO, vol 113, 2005)

## Filmografia
- Dones 36. Barcelona; Ayuntamiento de Barcelona, Barcelona Televisión BTV canal 39, 1997. Dirección
- Ando pensando, Barcelona, Universitat de Barcelona, 2004. Dirección y guión. Film sobre el maltrato a las mujeres.
- ¿No queríais saber por qué las matan? POR NADA, Barcelona, productora Canónigo Films, 2009. Directora y coguionista. Documental sobre la violencia doméstica.[10][11]